# Eat – Ich hab mich zum Fressen gern!
Eat – Ich hab mich zum Fressen gern! ist ein US-amerikanischer Horrorfilm von Jimmy Weber aus dem Jahr 2013.

## Handlung
Die gutaussehende, aber erfolglose Schauspielerin Novella McClure hat ständig Castings, jedoch wird sie nie engagiert. Die Nächte vertreibt sie sich mit ihrer besten Freundin Candice und lässt sich von attraktiven Männern in den Clubs aushalten. Dabei vergisst sie jedoch oft zu essen. Und so ertappt sie sich dabei, an ihrem Finger herumzukauen. Als nach einem Casting der Druck zu groß wird, reißt sie sich mit den Zähnen ein Stück Fleisch aus der Haut und baut dabei einen Autounfall. Die Ärzte merken, dass etwas nicht stimmt, doch Novella entlässt sich selbst.
Als sie bei dem nächsten Casting von einer Vorzimmerdame zu einem Spezialcasting eingeladen wird, rastet sie aus. Verbirgt sich dahinter doch meist ein Pornodreh. Beim nächsten Clubbesuch lernt sie den attraktiven Arzt Dr. Simon kennen, der mit ihr flirtet. Zwischenzeitlich meldet sich der Freund der Vorzeigedame und versucht Novella zu überzeugen, bei ihrem Film mitzuwirken.
Darauf beschließen Candice und Novella erneut zu feiern. Sie treffen zwei aufdringliche Männer, die ihnen Getränke ausgeben. In einem unbeobachteten Moment schleichen sie sich aus dem Club. Dort trifft Novella wieder auf Dr. Simon. Erneut flirten die beiden. Danach flüchten Candice und Novella aus dem Club. Doch kurz darauf merken die beiden Frauen, dass etwas nicht stimmt. Zwei andere Männer haben ihnen K.-o.-Tropfen in ihre Getränke getan und wollen sie danach im Parkhaus vergewaltigen. Doch Candice war so umsichtig, eine Waffe mitzunehmen und schießt den beiden potentiellen Vergewaltigern in die Genitalien. Die beiden entkommen und übernachten bei Novella. In der Nacht sperrt sie sich im Bad ein und beißt Fleisch aus ihrem Fuß.
Mit verletztem Fuß geht sie nun doch zu dem Casting, das ihr die Vorzimmerdame vermittelt hat. Das zugesandte Drehbuch liest sie nicht. Beim Casting trägt sie einen Monolog aus einem früheren Film vor, worauf die Produzenten sie auslachen. Es handelte sich doch um einen Porno. Novella bricht nun endgültig zusammen. Sie besucht einen Therapeuten, der sich jedoch als Dr. Simon herausstellt. Die beiden beginnen wider besseres Wissen eine Affäre.
Bei einem Spontanbesuch trifft Novella jedoch auf ihre Schauspielerkonkurrentin Tracy, die ebenfalls bei Dr. Simon in Behandlung ist. Diese stellt es so dar, als hätte Simon mit ihr ebenfalls eine Affäre. Novella zieht sich zurück nach Hause und beginnt weitere Fleischfetzen aus ihrem Körper zu beißen. Da erscheint Candice und ertappt sie dabei. Sie fesselt sie ans Bett. Danach erfährt sie von Dr. Simons Betrug. Novella gelingt es, sich loszumachen, und sie versucht Simon zu erreichen. Dieser erklärt, dass Tracy eine notorische Lügnerin ist und er ernsthaft in Novella verliebt ist. Doch es ist zu spät. Candice tötet Dr. Simon und bringt ihn mit zu Novella, die ihn essen soll.

## Veröffentlichung
Eat – Ich hab mich zum Fressen gern! erlebte seine Premiere in Deutschland am Neuchâtel International Fantastic Film Festival 2014. Es handelt sich um das Erstlingswerk von Regisseur Jimmy Weber, der zugleich auch für Drehbuch, Musik und Schnitt verantwortlich zeichnet.
Der Film erschien in Deutschland am 27. März 2015 als DVD und Blu-Ray über das Label Mad Dimension im Vertrieb von Al!ve. Trotz der zum Teil sehr harten Splattereffekte wurde der Film von der FSK ab 16 Jahren freigegeben. Durch die Trailer erhielt die DVD jedoch die Einstufung „keine Jugendfreigabe“.

## Rezeption
Das Lexikon des Internationalen Films schreibt: „Blutiger Horrorfilm, der sich als Kommentar zum Moloch Hollywood und der realen Gefahr krankhafter Essstörungen ausgibt, tatsächlich aber nur eine stümperhafte Spekulation mit der Ekelschwelle des Publikums ist.“
Auf dem Filmblog Filmchecker wurde der Film von Marcel Demuth eher positiv bewertet. Er schrieb: „Wer kontroverse Filme mit Botschaft sucht, ist mit EAT gut beraten. Horrorfans, die nur des Härtegrades wegen Filme schauen, dürften schnell enttäuscht werden, denn die weniger Splatter-Momente lassen auf sich warten, weil in EAT viel gequasselt wird.“